# سكوت ويلسون (سياسي)
سكوت ويلسون (بالإنجليزية: Scott Wilson) هو محامي وقاضي وسياسي أمريكي، ولد في 11 يناير 1870 في الولايات المتحدة، وتوفي في 22 أكتوبر 1942 في بورتلاند في الولايات المتحدة. حزبياً، نشط في الحزب الجمهوري. وقد انتخب قاضي محكمة الاستئناف الأمريكية للدائرة الاتحادية وانتخب قاضي محكمة الاستئناف الأمريكية للدائرة الأولى ‏.